# Venon (Eure)
Pour les articles homonymes, voir Venon.
Venon est une commune française située dans le département de l'Eure, en région Normandie.

## Géographie

### Localisation
| Daubeuf-la-Campagne | Daubeuf-la-Campagne, Surtauville | Quatremare   |
| Ecquetot            | Venon                            | Canappeville |
|                     | Villettes                        | Canappeville |

### Hydrographie
La commune est située dans le bassin Seine-Normandie. Elle n'est drainée par aucun cours d'eau,. Néanmoins un plan d'eau est présent sur le territoire communal : la mare Dubos (0,03 ha),.

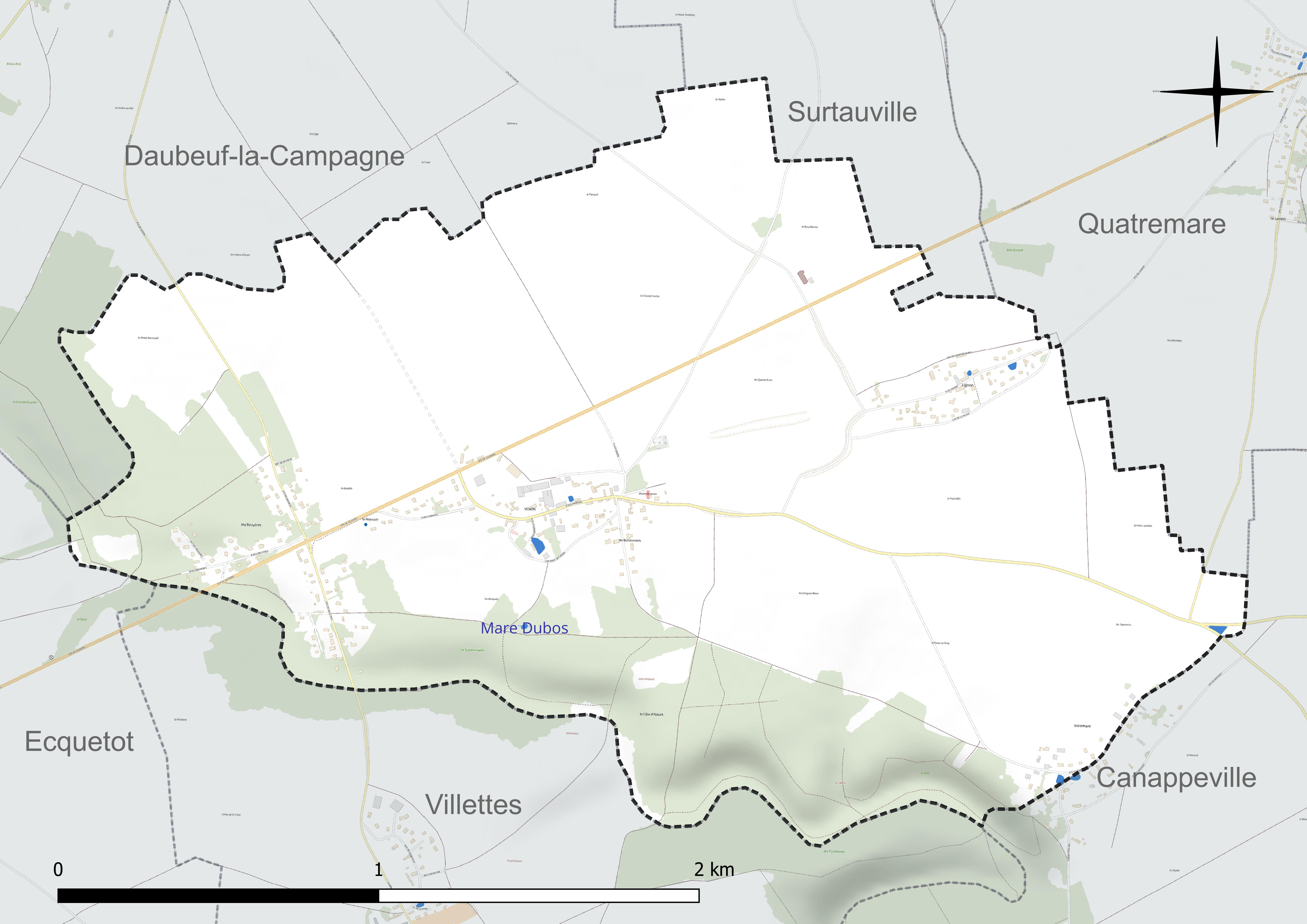
Réseau hydrographique de Venon.

### Climat
Pour des articles plus généraux, voir Climat de la Normandie et Climat de l'Eure.
En 2010, le climat de la commune est de type climat océanique dégradé des plaines du Centre et du Nord, selon une étude du CNRS s'appuyant sur une série de données couvrant la période 1971-2000. En 2020, Météo-France publie une typologie des climats de la France métropolitaine dans laquelle la commune est exposée à un climat océanique et est dans la région climatique  Côtes de la Manche orientale, caractérisée par un faible ensoleillement (1 550 h/an) ; forte humidité de l’air (plus de 20 h/jour avec humidité relative > 80 % en hiver), vents forts fréquents. Parallèlement le GIEC normand, un groupe régional d’experts sur le climat, différencie quant à lui, dans une étude de 2020, trois grands types de climats pour la région Normandie, nuancés à une échelle plus fine par les facteurs géographiques locaux. La commune est, selon ce zonage, exposée à un « climat des plateaux abrités », correspondant aux plaines agricoles de l’Eure, avec une pluviométrie beaucoup plus faible que dans la plaine de Caen en raison du double effet d’abri provoqué par les collines du Bocage normand et par celles qui s’étendent sur un axe du Pays d'Auge au Perche.
Pour la période 1971-2000, la température annuelle moyenne est de 10,3 °C, avec  une amplitude thermique annuelle de 13,8 °C. Le cumul annuel moyen de précipitations est de 723 mm, avec 11,7 jours de précipitations en janvier et 8,4 jours en juillet. Pour la période 1991-2020, la température moyenne annuelle observée sur la station météorologique la plus proche, située sur la commune de Louviers à 10 km à vol d'oiseau, est de 11,8 °C et le cumul annuel moyen de précipitations est de 719,5 mm,. Pour l'avenir, les paramètres climatiques de la commune estimés pour 2050 selon différents scénarios d’émission de gaz à effet de serre sont consultables sur un site dédié publié par Météo-France en novembre 2022.

## Urbanisme

### Typologie
Au 1er janvier 2024, Venon est catégorisée commune rurale à habitat dispersé, selon la nouvelle grille communale de densité à 7 niveaux définie par l'Insee en 2022.
Elle est située hors unité urbaine. Par ailleurs la commune fait partie de l'aire d'attraction de Louviers, dont elle est une commune de la couronne,. Cette aire, qui regroupe 44 communes, est catégorisée dans les aires de 50 000 à moins de 200 000 habitants,.

### Occupation des sols
L'occupation des sols de la commune, telle qu'elle ressort de la base de données européenne d’occupation biophysique des sols Corine Land Cover (CLC), est marquée par l'importance des territoires agricoles (70,9 % en 2018), en diminution par rapport à 1990 (76,6 %). La répartition détaillée en 2018 est la suivante : 
terres arables (70,9 %), forêts (22,4 %), zones urbanisées (6,7 %). L'évolution de l’occupation des sols de la commune et de ses infrastructures peut être observée sur les différentes représentations cartographiques du territoire : la carte de Cassini (XVIIIe siècle), la carte d'état-major (1820-1866) et les cartes ou photos aériennes de l'IGN pour la période actuelle (1950 à aujourd'hui).

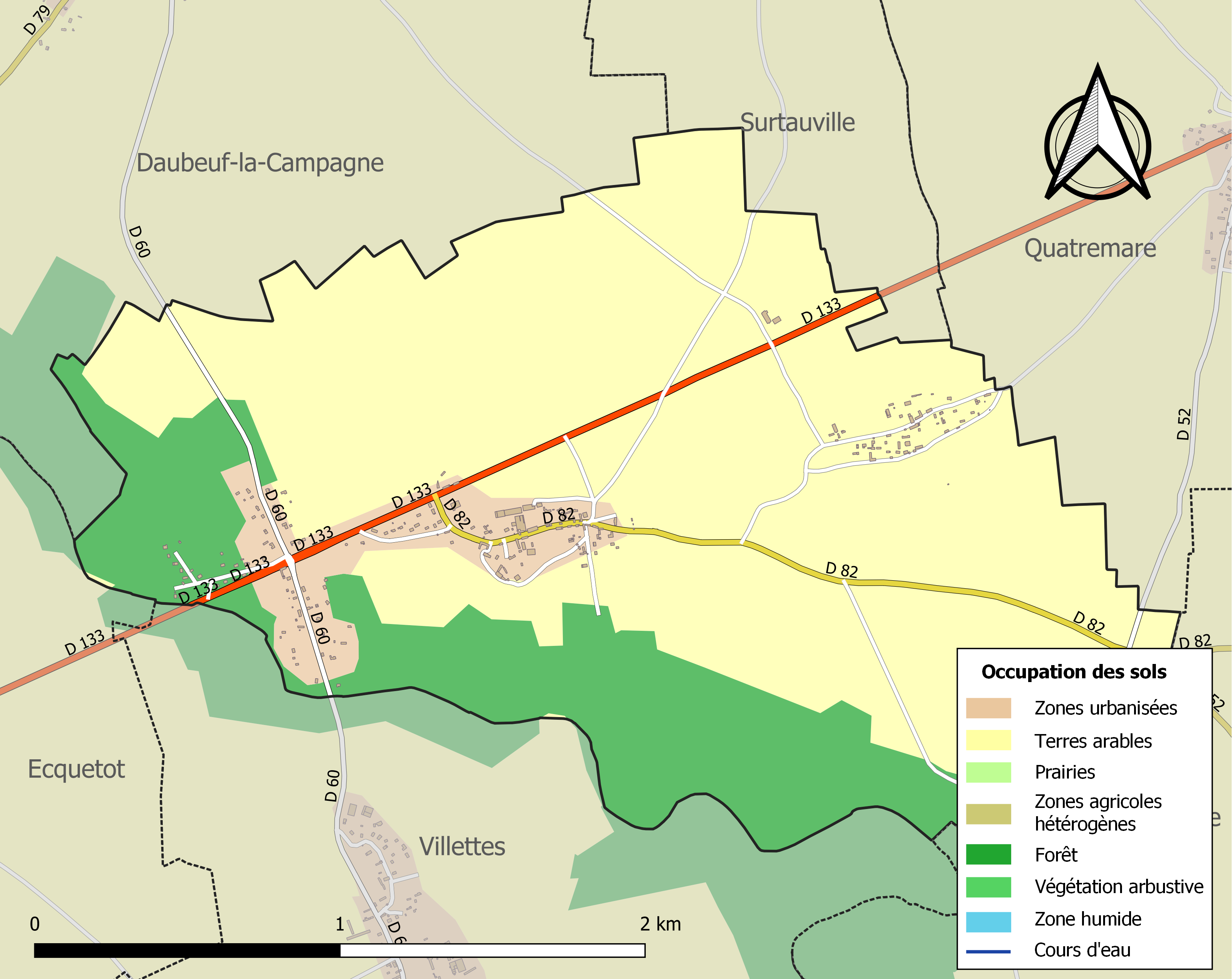
Carte des infrastructures et de l'occupation des sols de la commune en 2018 (CLC).

## Toponymie
Le nom de la localité est attesté sous les formes Venetum (charte de Raoul d’Ivry, archives de la Seine-Inférieure, fonds de Saint-Ouen) et Venctun ou Venctum en 1011, Veneum au XIIe siècle.
François de Beaurepaire propose de retenir Venetum, mais ne donne aucune explication sur l'origine de ce toponyme pour lui obscur.

Selon Louis Guinet, il s'agit d'un nom de lieu anglo-saxon en -tūn « lieu clos, ferme, village ». Le premier élément serait l'anglo-saxon wang (vnor. vangr) « plaine, rase campagne, prairie », attesté dans Wangford (en) (Staffordshire) et convenant à la situation de Venon dans la plaine du Neubourg. La principale objection est l’absence d'attestation en Wanc-, le [w] n'étant passé à [v] qu'au XIIe siècle et w étant utilisé dans la graphie encore au XIIIe siècle (cf. Vandrimare, Eure, Wandrimara vers 1240).
L'homophonie avec Venon (Isère, de Venone XIe siècle) est fortuite.

## Politique et administration
| Période | Période  | Identité          | Étiquette | Qualité  |
| ------- | -------- | ----------------- | --------- | -------- |
| 2001    | En cours | Bernard Vauquelin | DVD       | Retraité |

## Démographie
| 1793 | 1800 | 1806 | 1821 | 1831 | 1836 | 1841 | 1846 | 1851 |
| ---- | ---- | ---- | ---- | ---- | ---- | ---- | ---- | ---- |
| 238  | 235  | 247  | 222  | 224  | 230  | 237  | 247  | 228  |

| 1856 | 1861 | 1866 | 1872 | 1876 | 1881 | 1886 | 1891 | 1896 |
| ---- | ---- | ---- | ---- | ---- | ---- | ---- | ---- | ---- |
| 236  | 215  | 259  | 209  | 206  | 210  | 198  | 204  | 200  |

| 1901 | 1906 | 1911 | 1921 | 1926 | 1931 | 1936 | 1946 | 1954 |
| ---- | ---- | ---- | ---- | ---- | ---- | ---- | ---- | ---- |
| 160  | 164  | 145  | 124  | 136  | 109  | 103  | 100  | 130  |

| 1962 | 1968 | 1975 | 1982 | 1990 | 1999 | 2006 | 2011 | 2016 |
| ---- | ---- | ---- | ---- | ---- | ---- | ---- | ---- | ---- |
| 135  | 148  | 193  | 254  | 260  | 276  | 278  | 341  | 387  |

| 2021 | 2022 | - | - | - | - | - | - | - |
| ---- | ---- | - | - | - | - | - | - | - |
| 397  | 389  | - | - | - | - | - | - | - |

## Lieux et monuments

Église Saint-Saturnin.

- Église Saint-Saturnin.

## Sources